# Uniforia

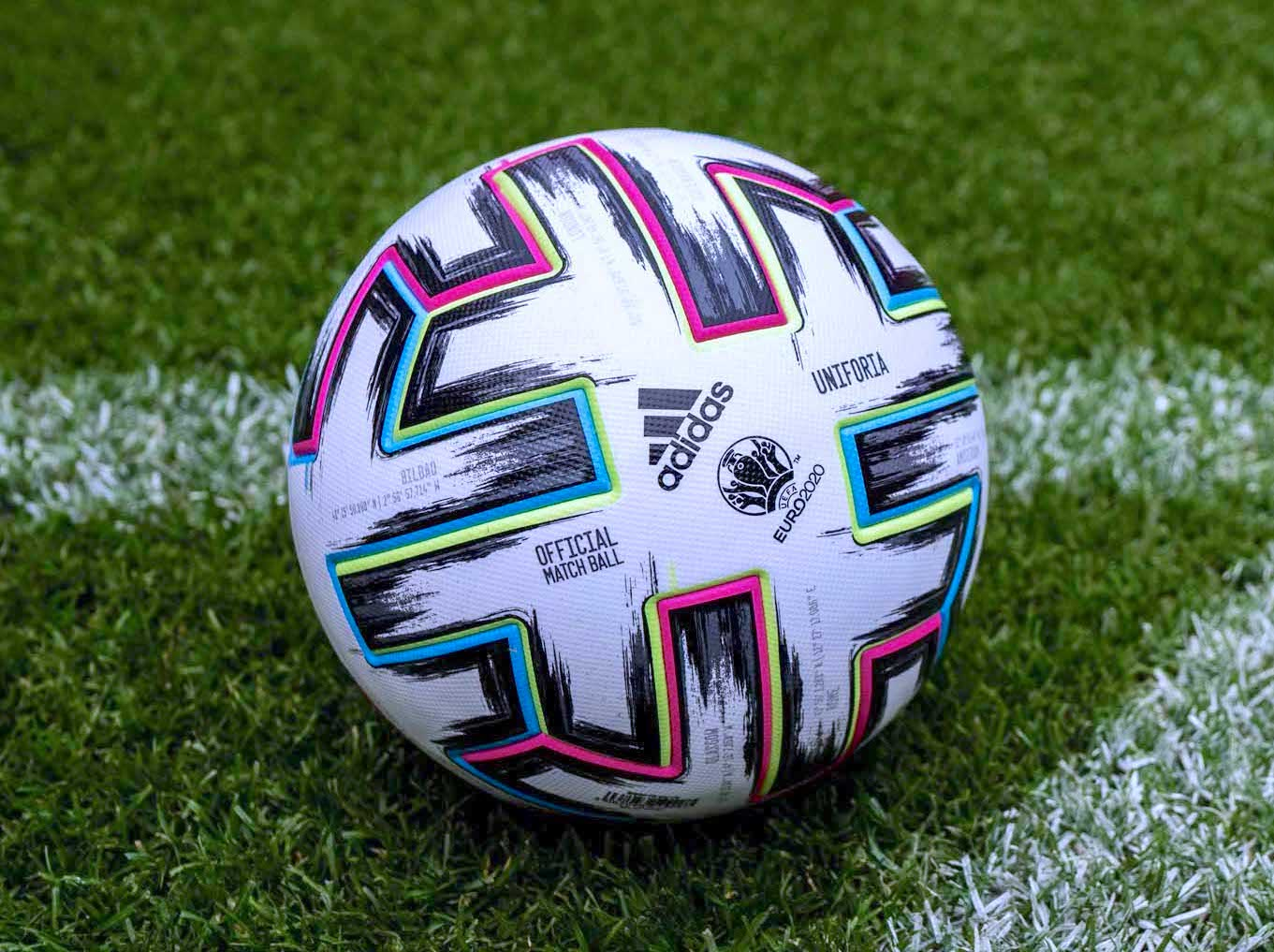
比赛用球Uniforia

Uniforia是2021年欧洲足球锦标赛的官方比赛用球，该锦标赛于2021年6月11日至7月11日在欧洲的11个城市举行。Uniforia由德国服装公司阿迪达斯制造，于2019年11月6日公布。

## 特点
“Uniforia”是“团结”（unity）和“欣快感”（euphoria）的混成词。该球具有2018年俄罗斯世界杯的电视之星 18的特点。它保证了出色的形状精度、飞行的稳定性、反弹后的可预测性以及耐用性。
该设计的特点是以白色为基调，以黑色的笔触图形点缀蓝色、黄色和粉红色的点缀。该设计纪念了桥梁跨越的概念，在艺术和足球的独特碰撞中结合了边界和多样性。比赛的12个主办城市（阿姆斯特丹、巴库、毕尔巴鄂（后来被塞维利亚取代）、布加勒斯特、布达佩斯、哥本哈根、都柏林（后来从主办城市名单中删除）、格拉斯哥、伦敦、慕尼黑、罗马和圣彼得堡）的GPS坐标，以复杂的图案出现在球上。